# Чортова Скеля
Чо́ртова Ске́ля — лісовий заказник місцевого значення в Україні. Розташований у межах Личаківського району Львова, на південь від села Лисиничі і на захід від м. Винники. 
Площа природоохоронної території 353 га. Створений 1984 року. Перебуває у підпорядкуванні ДП «Львівський лісгосп», Винниківське лісництво. 
Основними завданнями заказника є збереження цінних букових, дубових, граба і буково-соснових лісів з мальовничими ландшафтами та скелями. 
Заказник розташований у межах Львівського плато, у Винниківському лісопарку, в районі пам'ятки природи — Чотові скелі, які є ерозійними останцями верхньотортонських пісковиків з мальовничою вершиною. Вся територія лісового масиву характеризується мальовничими ландшафтами; тут також виділені генетичні резервати букових лісів. Територія розташована в лісопарковій частині зеленої зони Львова. 

## Світлини

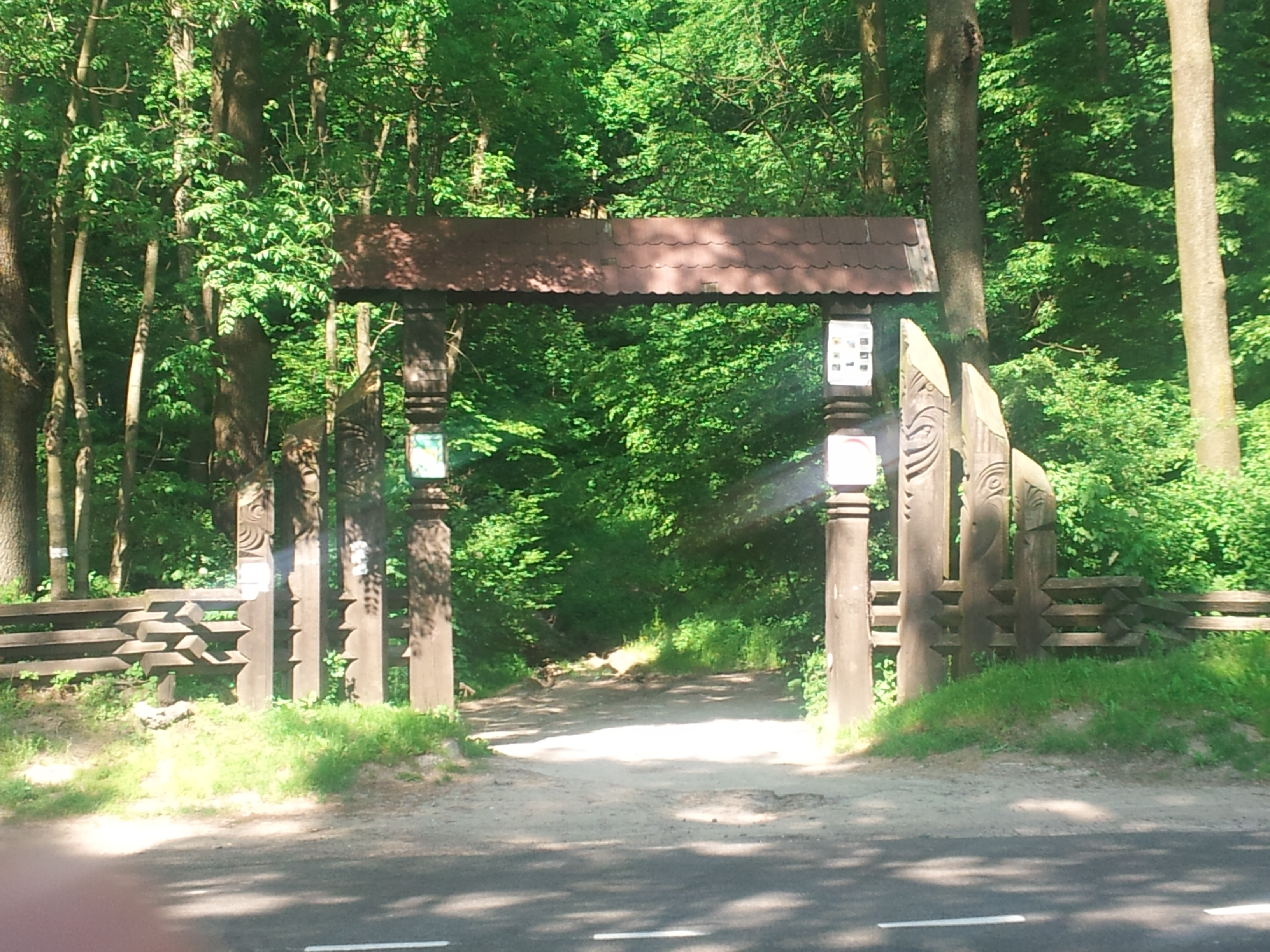
В'їзд у заказник
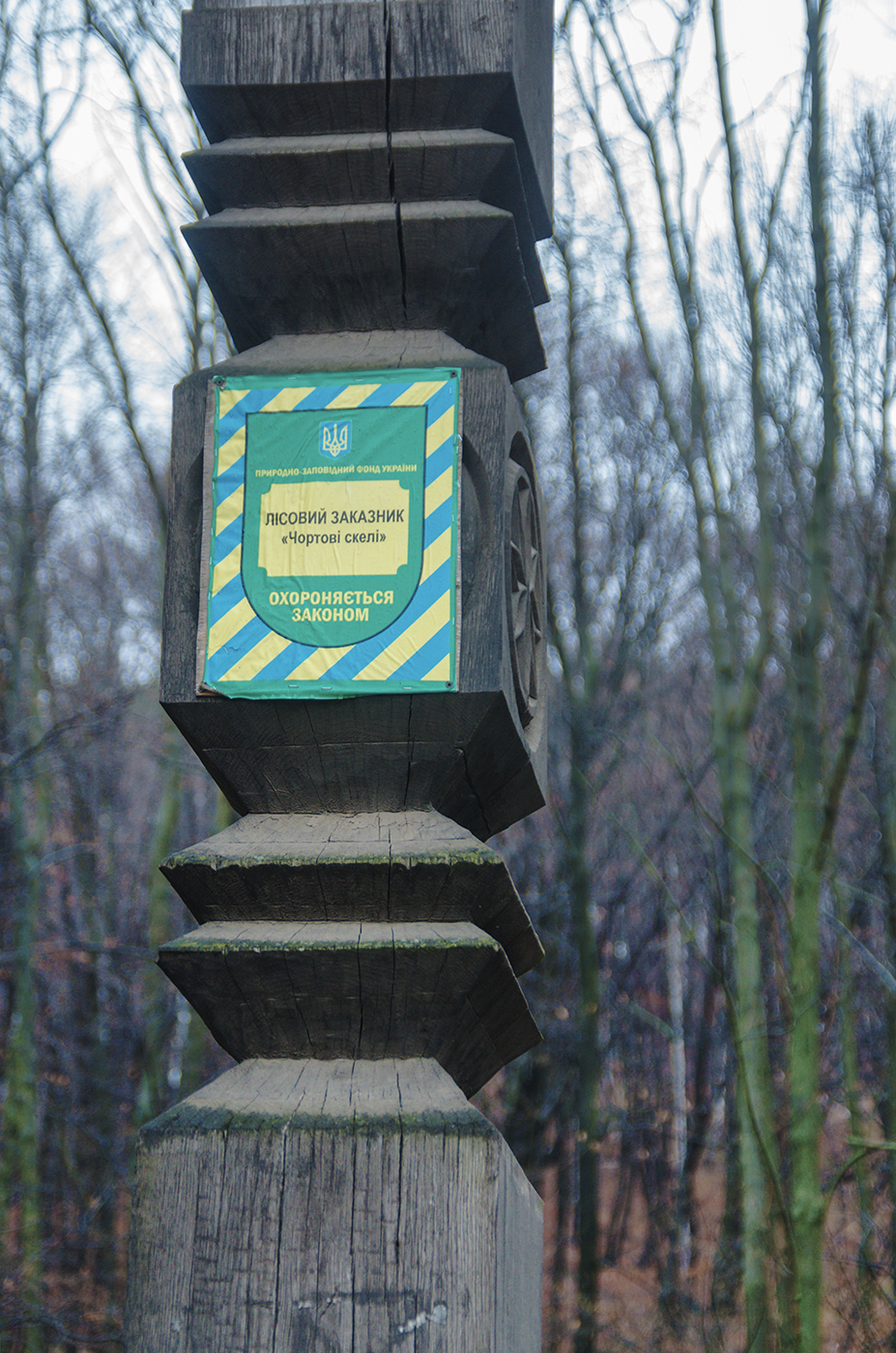
Знак перед входом від Винників
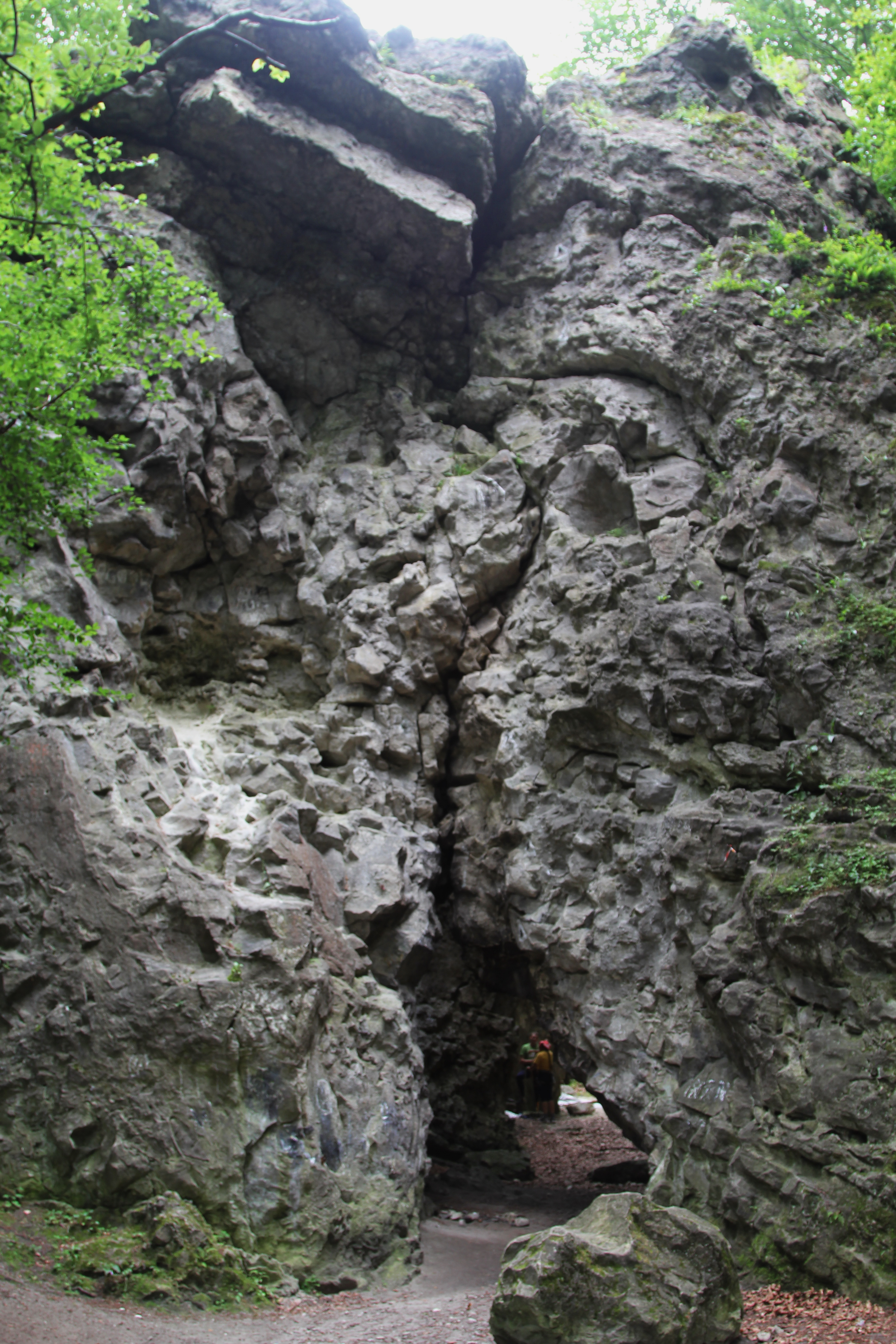
Скеля Винники
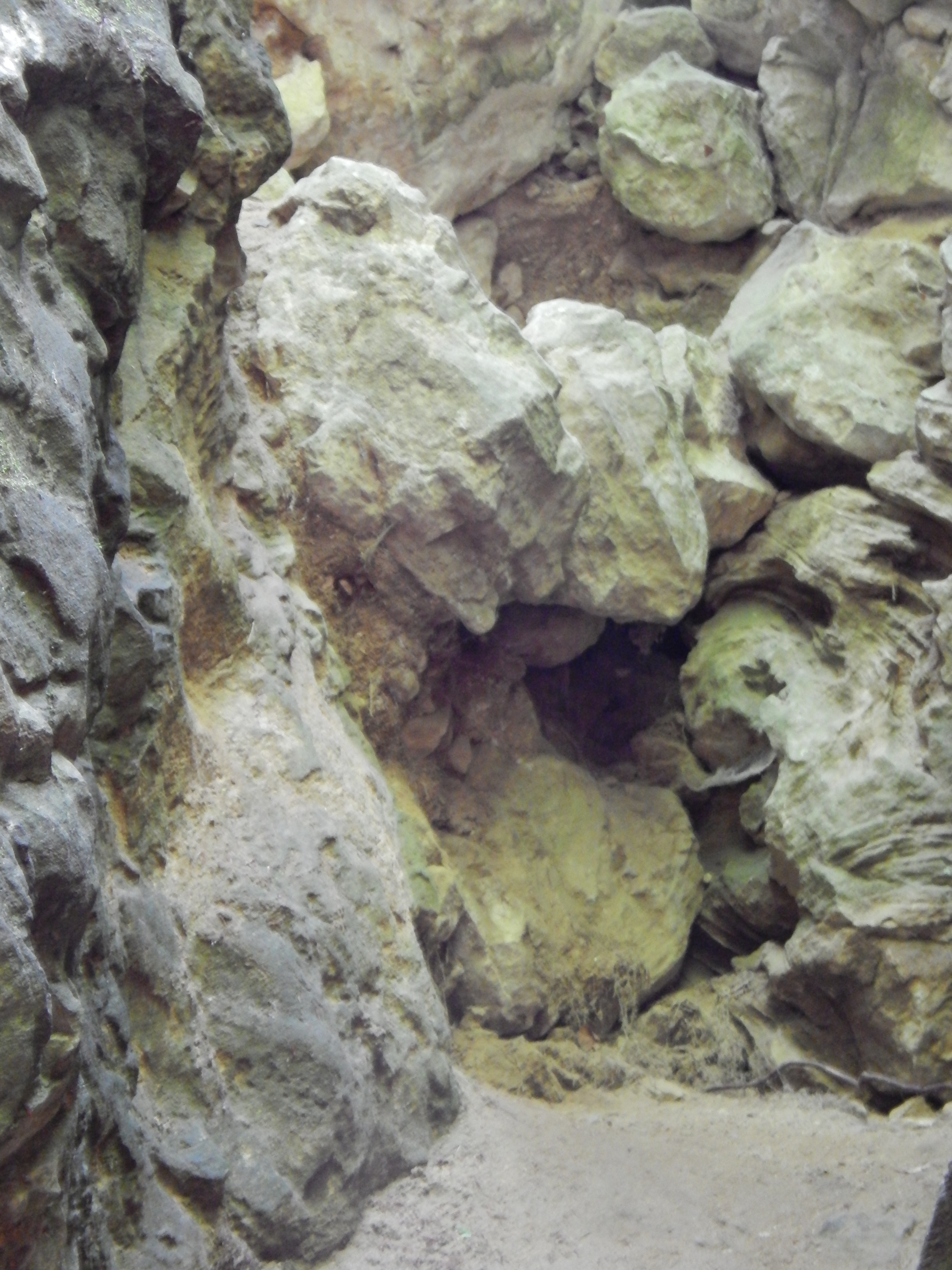
Чотова скеля
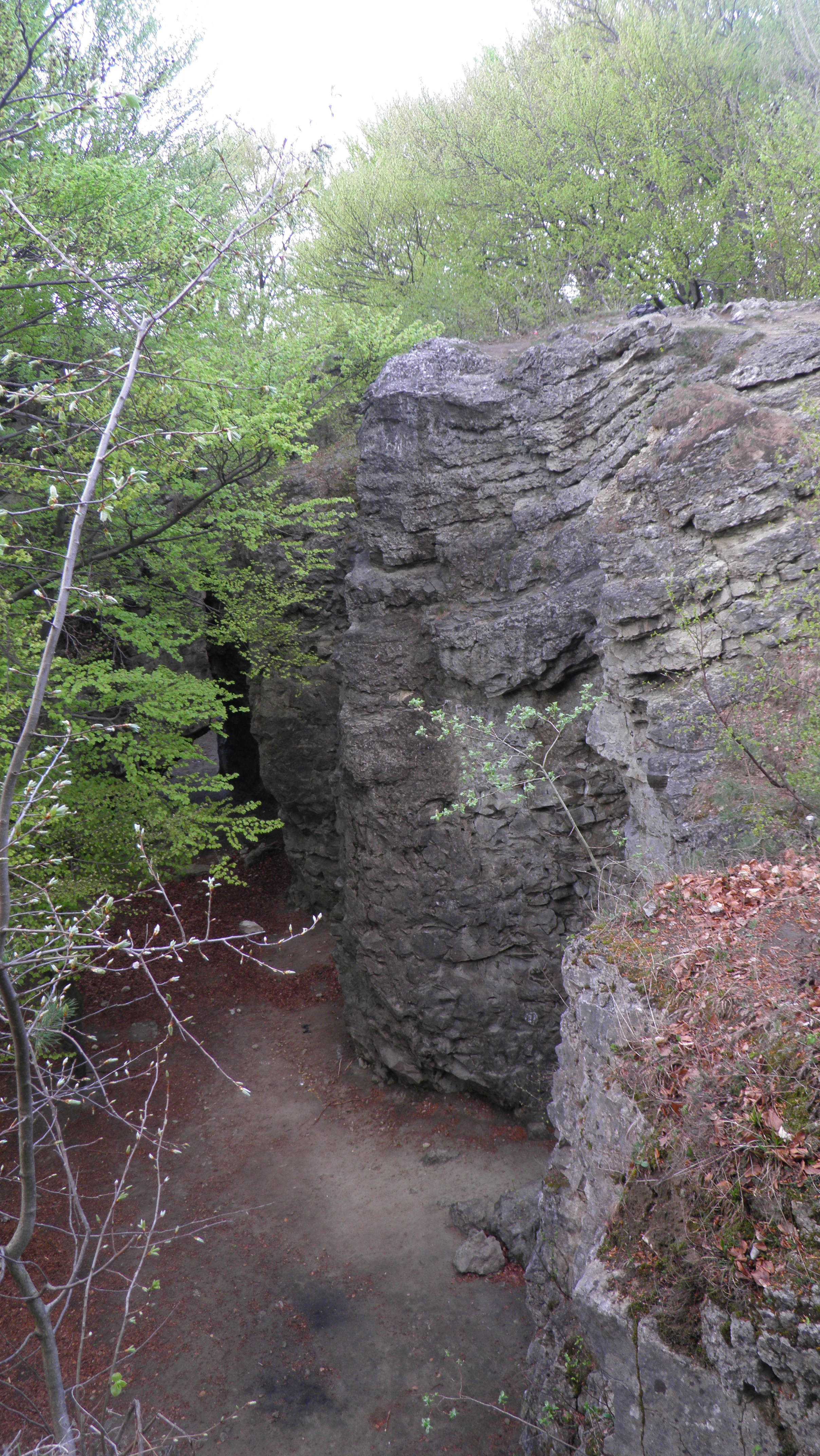
Чотова скеля
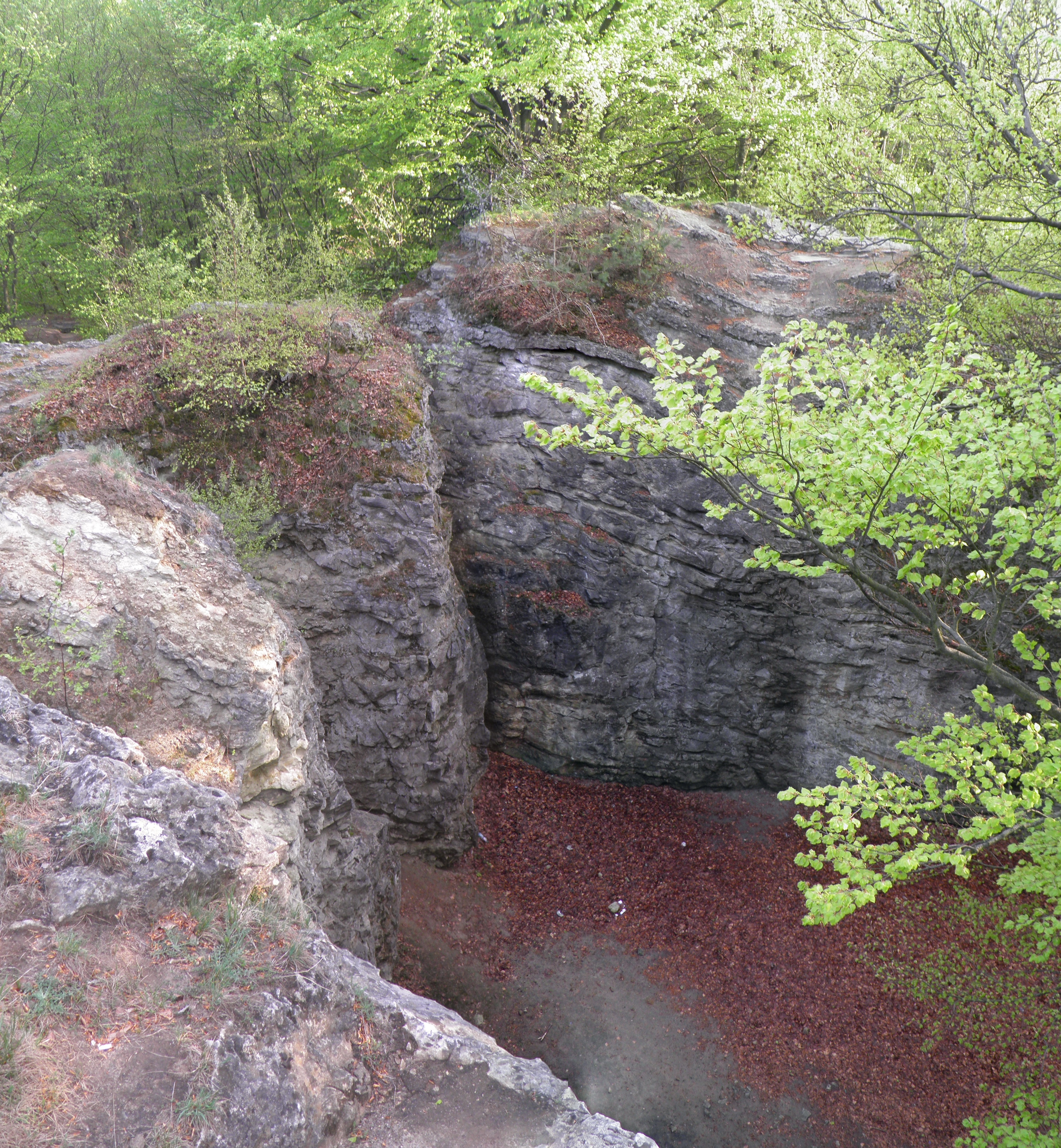
Чотова скеля
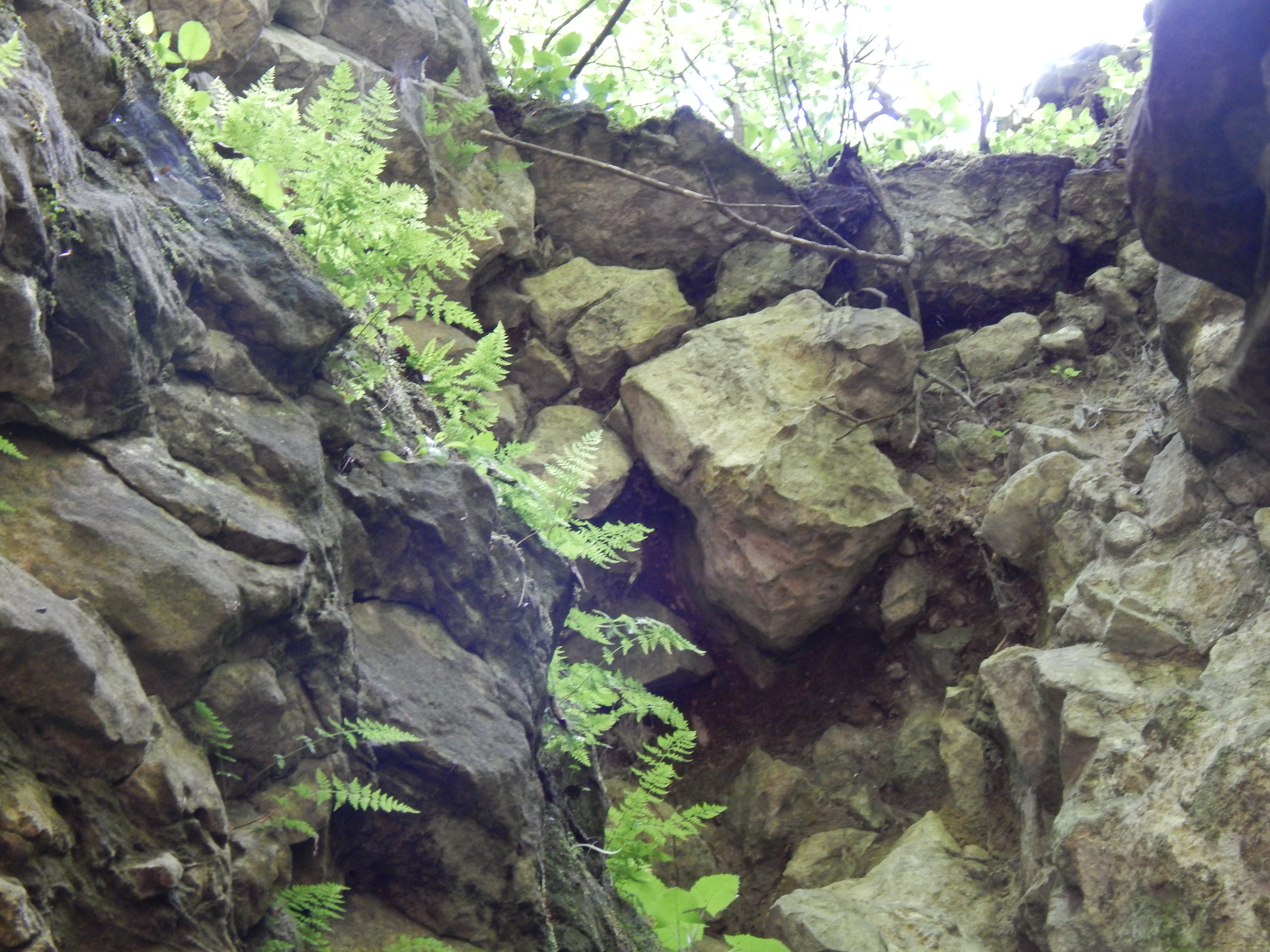
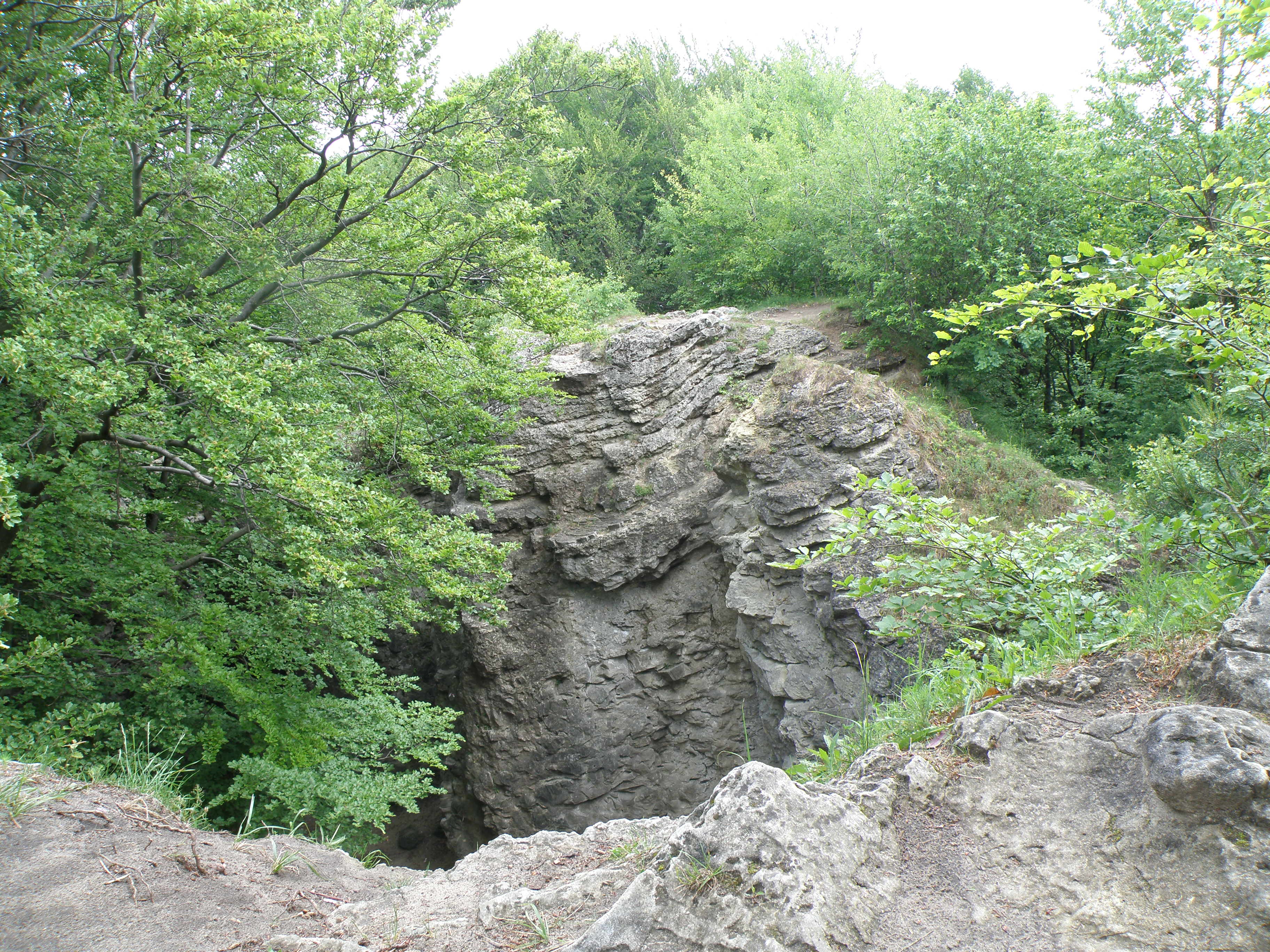
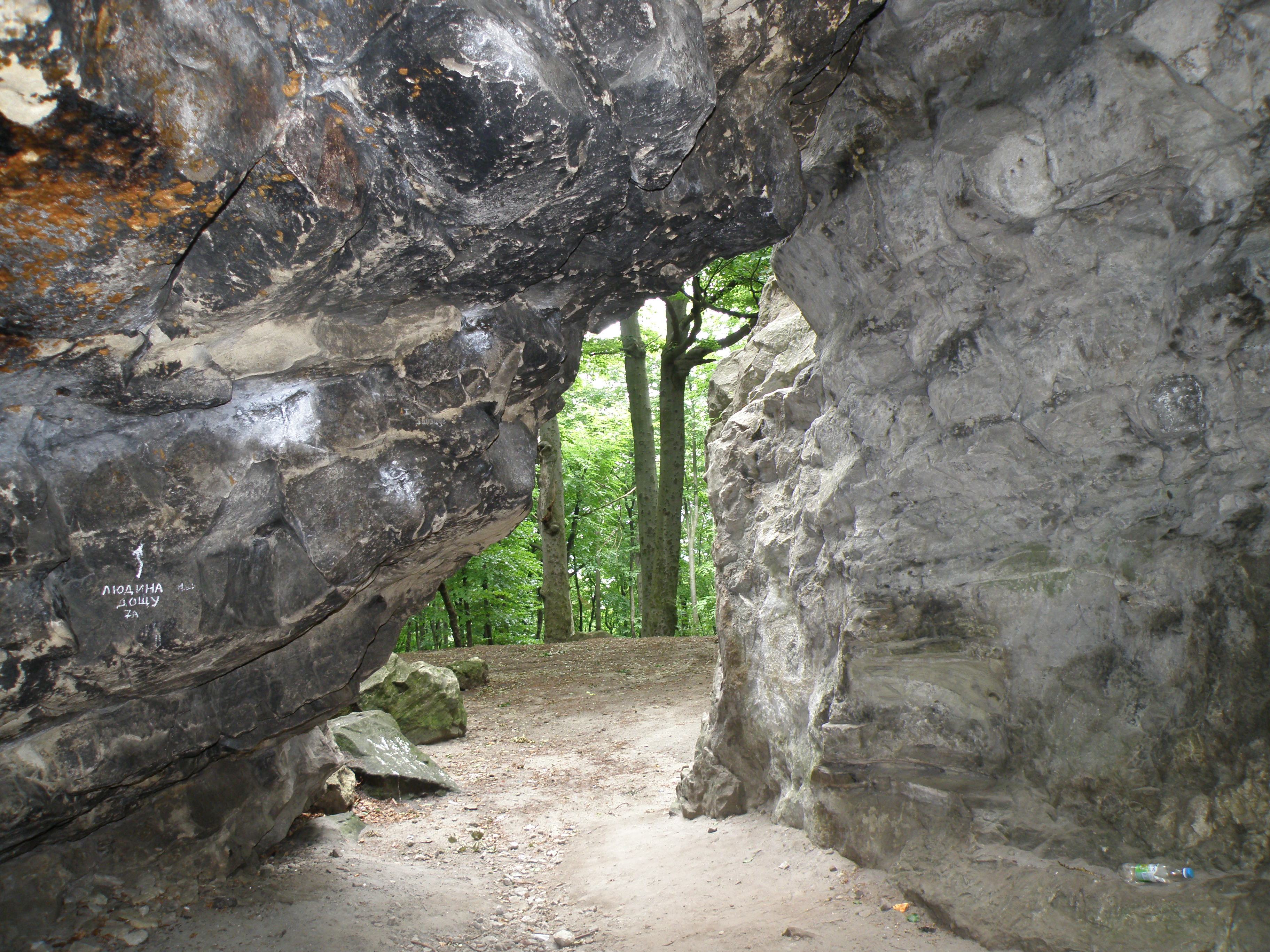
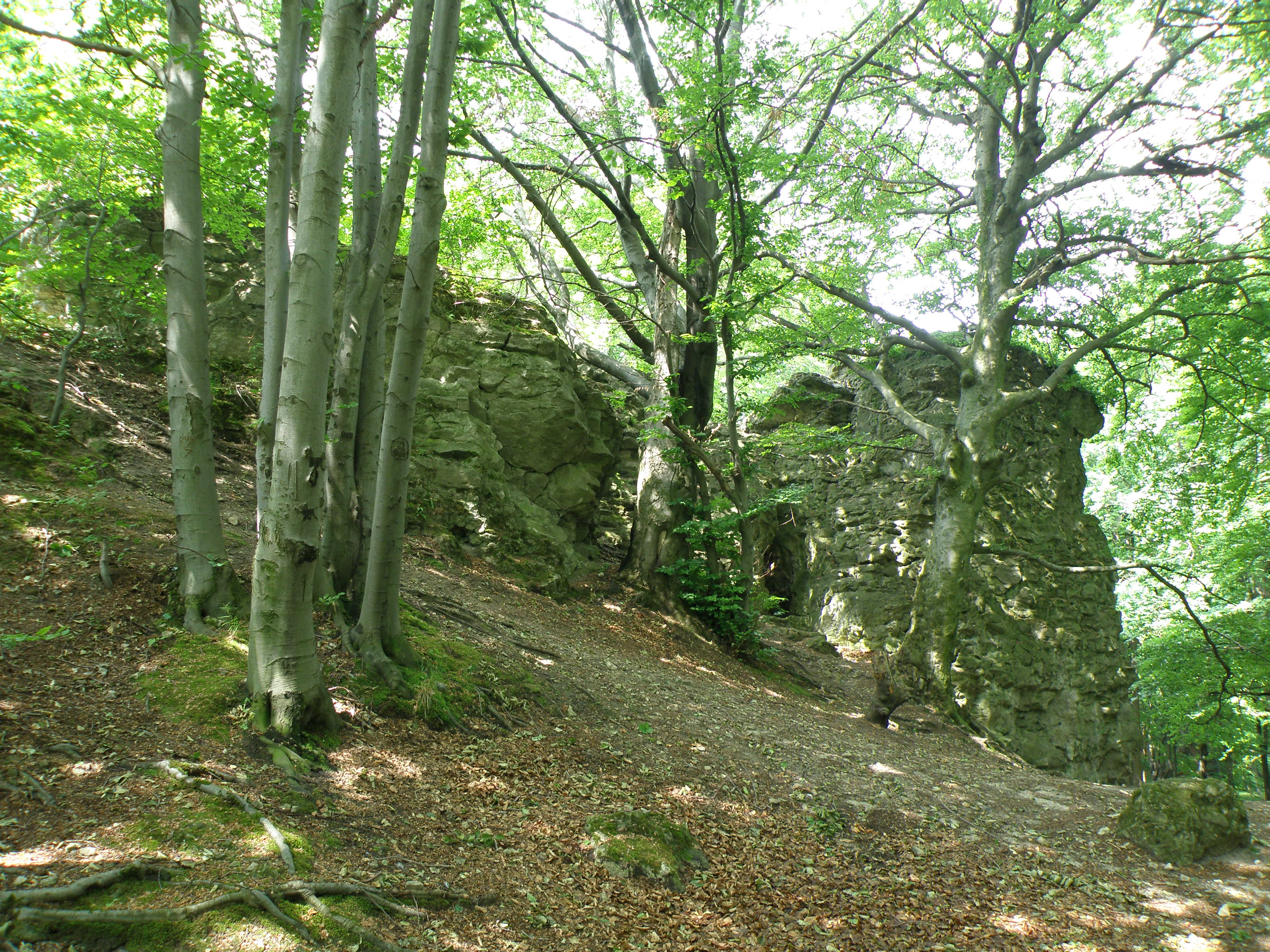
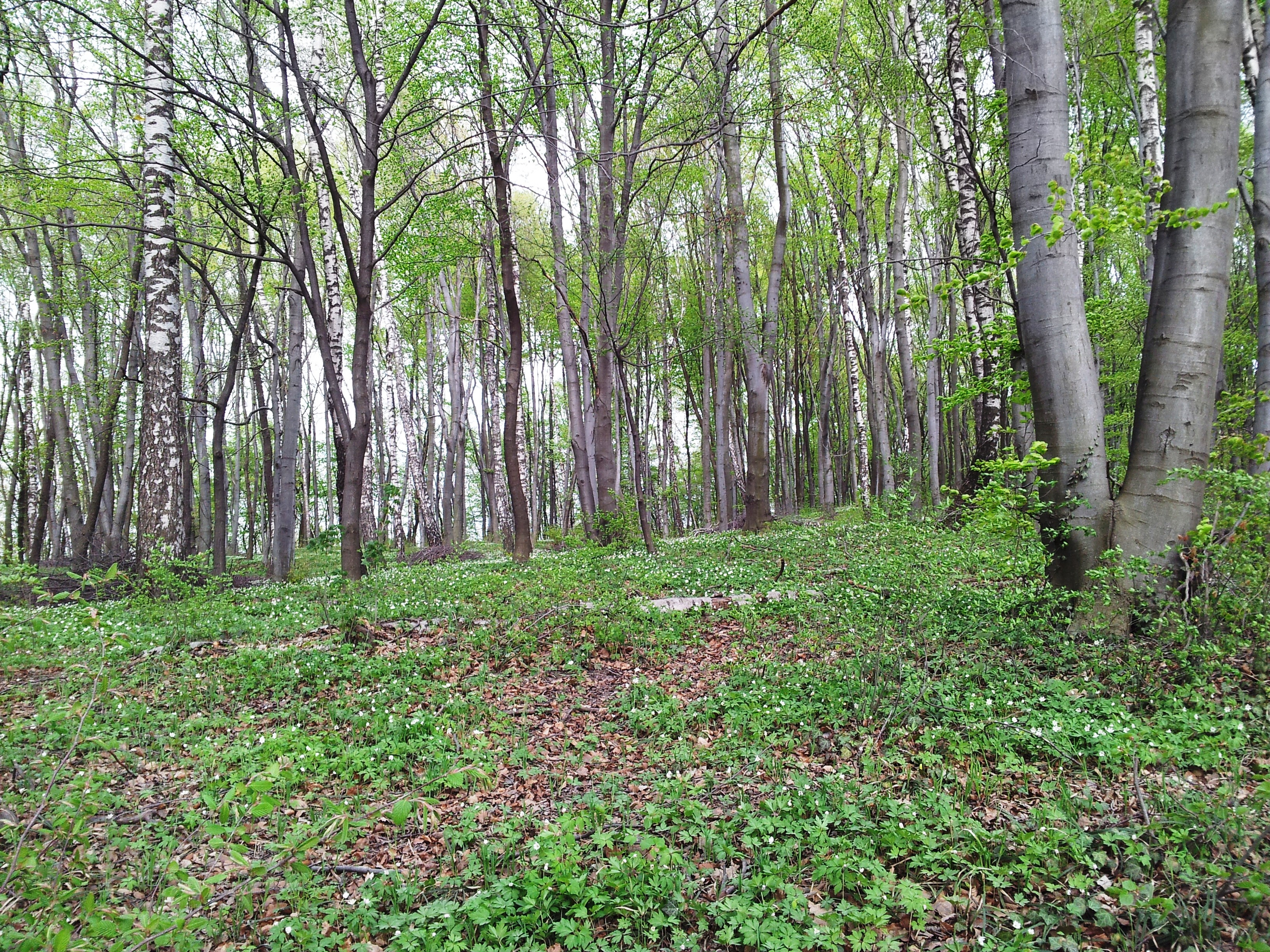
Лісова галявина